# التحالف من أجل اتحاد الرومانيين
التحالف من أجل اتحاد الرومانيين هو حزب سياسي يميني شعبوي وقومي نشط حاليًا في رومانيا ومولدوفا. تأسس في 19 سبتمبر 2019. تم ذلك بقصد المشاركة في الانتخابات المحلية والتشريعية الرومانية لعام 2020. حاليًا رئيس الحزب هو جورج سيميون.
وخاض الحزب الانتخابات المحلية ولم يحصل على الكثير من الأصوات وفاز في ثلاث بلدات فقط. ومع ذلك في الانتخابات التشريعية فاز التحالف بنسبة 9٪ من الأصوات في كل رومانيا وشتاتها، وبذلك أصبح رابع أكبر حزب في البلاد على المستوى المركزي الأمر الذي فاجأ المراقبين.
يهدف الحزب إلى توحيد جميع الرومانيين من رومانيا والمناطق المجاورة المأهولة بالسكان الرومانيين، ولدعم الشتات الروماني في البلدان الأخرى. يسعى الحزب إلى توحيد رومانيا ومولدوفا، ويدعم عضوية الناتو ويهدف إلى استقلال الطاقة لرومانيا. يزعم أنه حزب مسيحي ديمقراطي. وقد اتُهم بدعم الأفكار المناهضة للتلقيح وكونه معاديًا لماجستيروفوبيا، وهو يمثل فاشية جديدة مؤيدًا لروسيا ومعاد للسامية، على الرغم من رفض الشخصيات ذات الصلة بالحزب كل هذه الاتهامات. ويذكر الحزب أن أركانه الأربعة الرئيسية هي «الأسرة والأمة والإيمان المسيحي والحرية».